# Thur (dopływ Ill)
Thur – rzeka we wschodniej Francji, przepływająca przez departament Górny Ren (Alzacja). Lewy dopływ rzeki Ill; jedna odnoga zwana „vieille Thur” (stary Thur) wpada do rzeki Lauch.
Jej długość wynosi 53,3 km. Swoje źródła ma w Wogezach, na szczycie Rainkopf, w miejscowości Wildenstein.
Od 1964 r. jej przepływ reguluje tama w Kruth.
Thur przepływa przez następujące miejscowości: Wildenstein, Kruth, Oderen, Fellering, Husseren-Wesserling, Ranspach, Mitzach, Saint-Amarin, Malmerspach, Moosch, Willer-sur-Thur, Bitschwiller-lès-Thann, Thann, Vieux-Thann, Cernay, Wittelsheim, Staffelfelden, Pulversheim, Ungersheim, Ensisheim.